# Listă de actori lituanieni

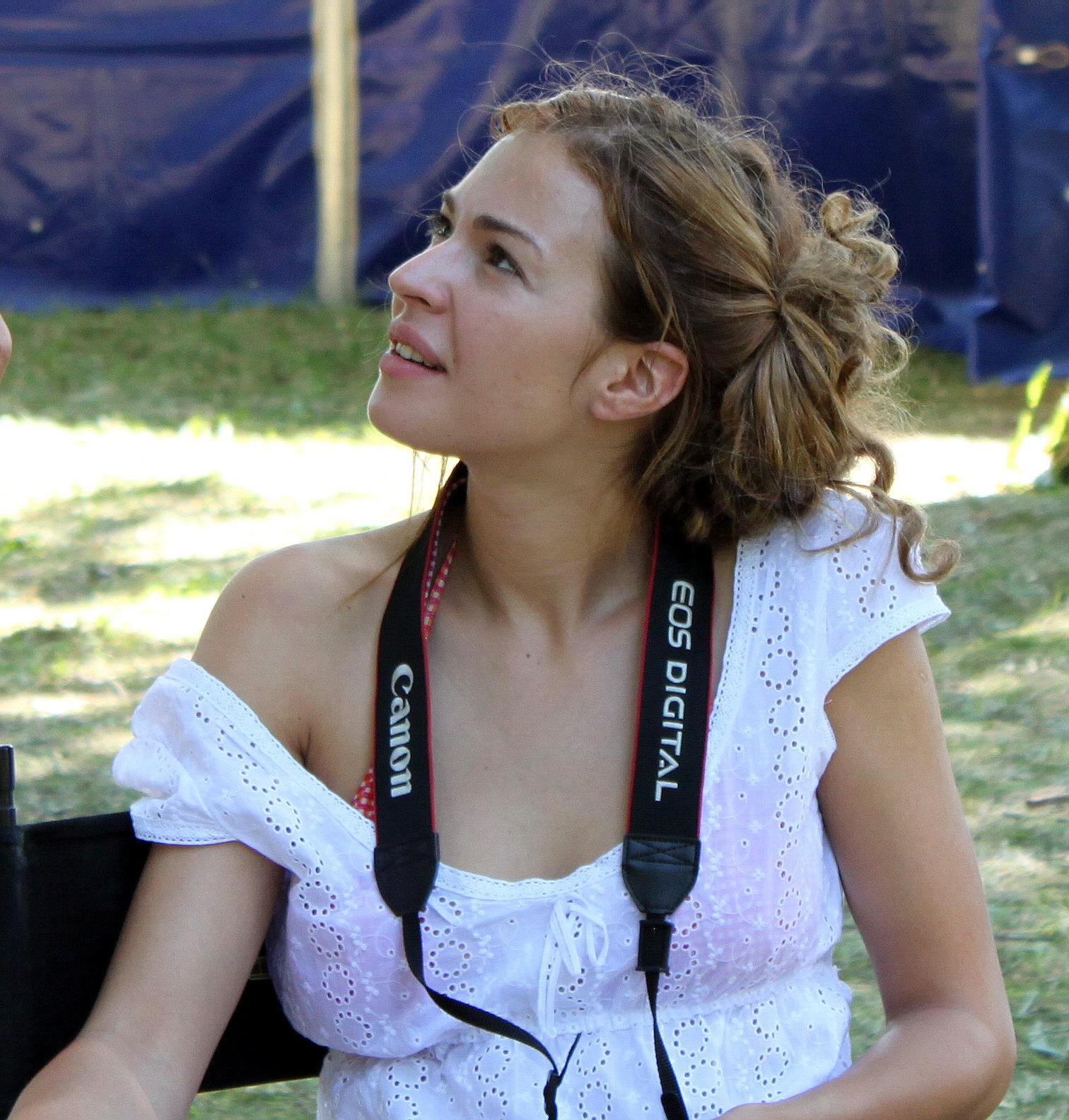
Agne Ditkovskyte

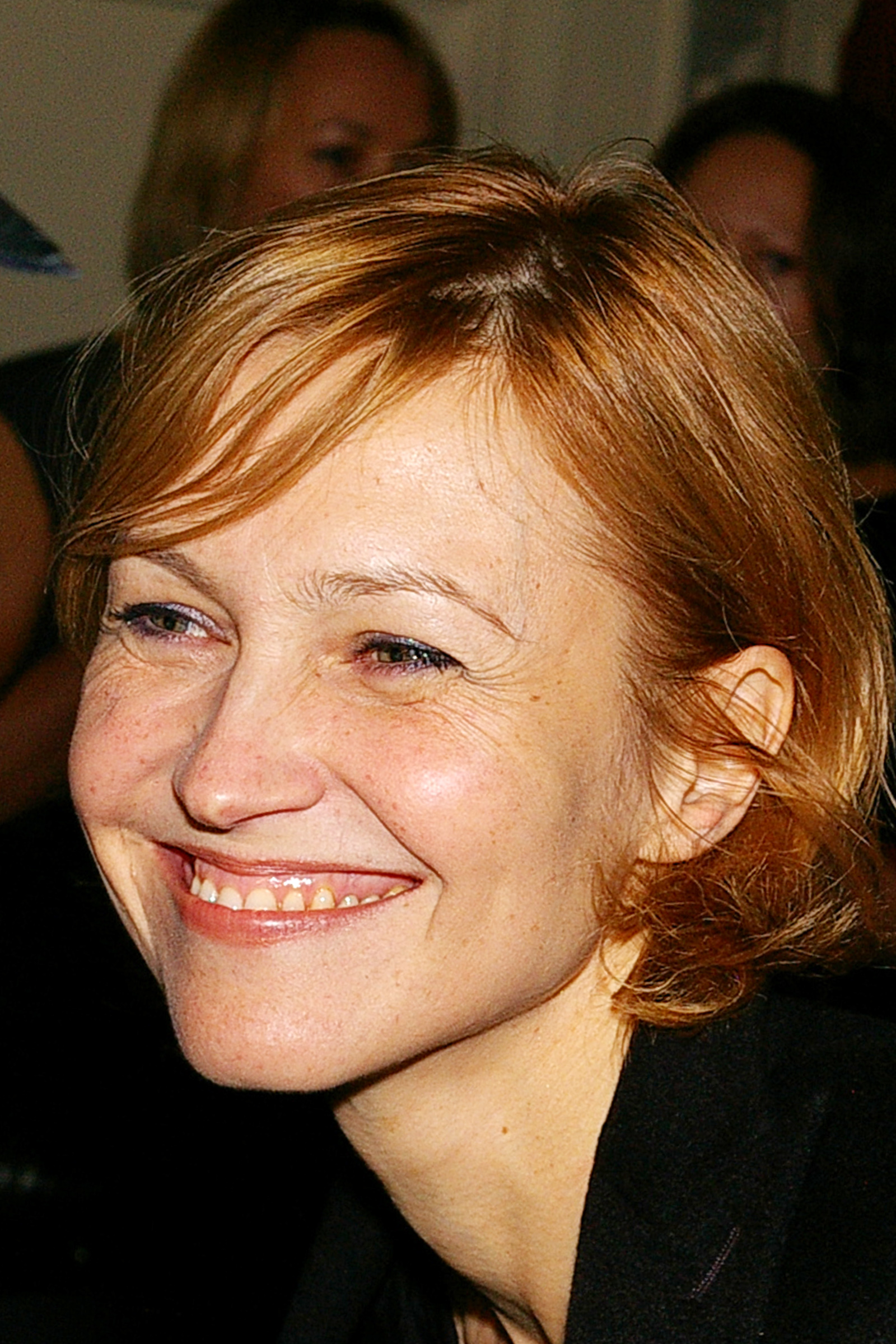
Ingeborga Dapkunaite

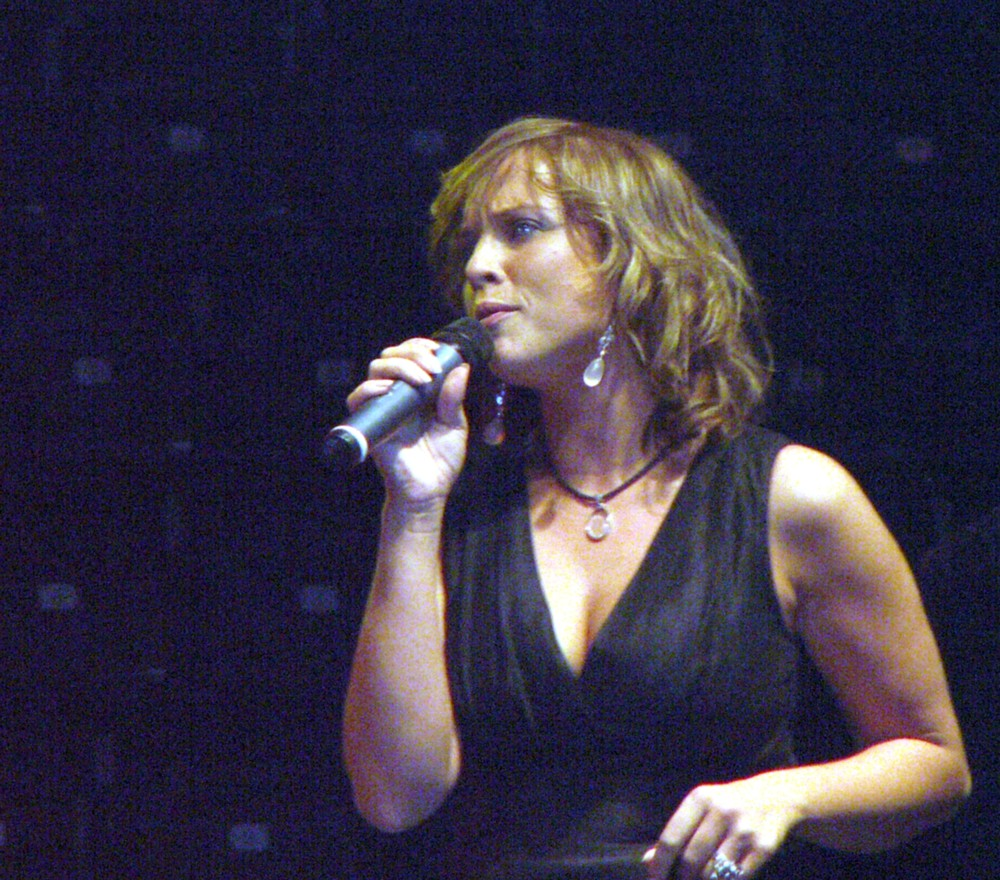
Inga Jankauskaitė

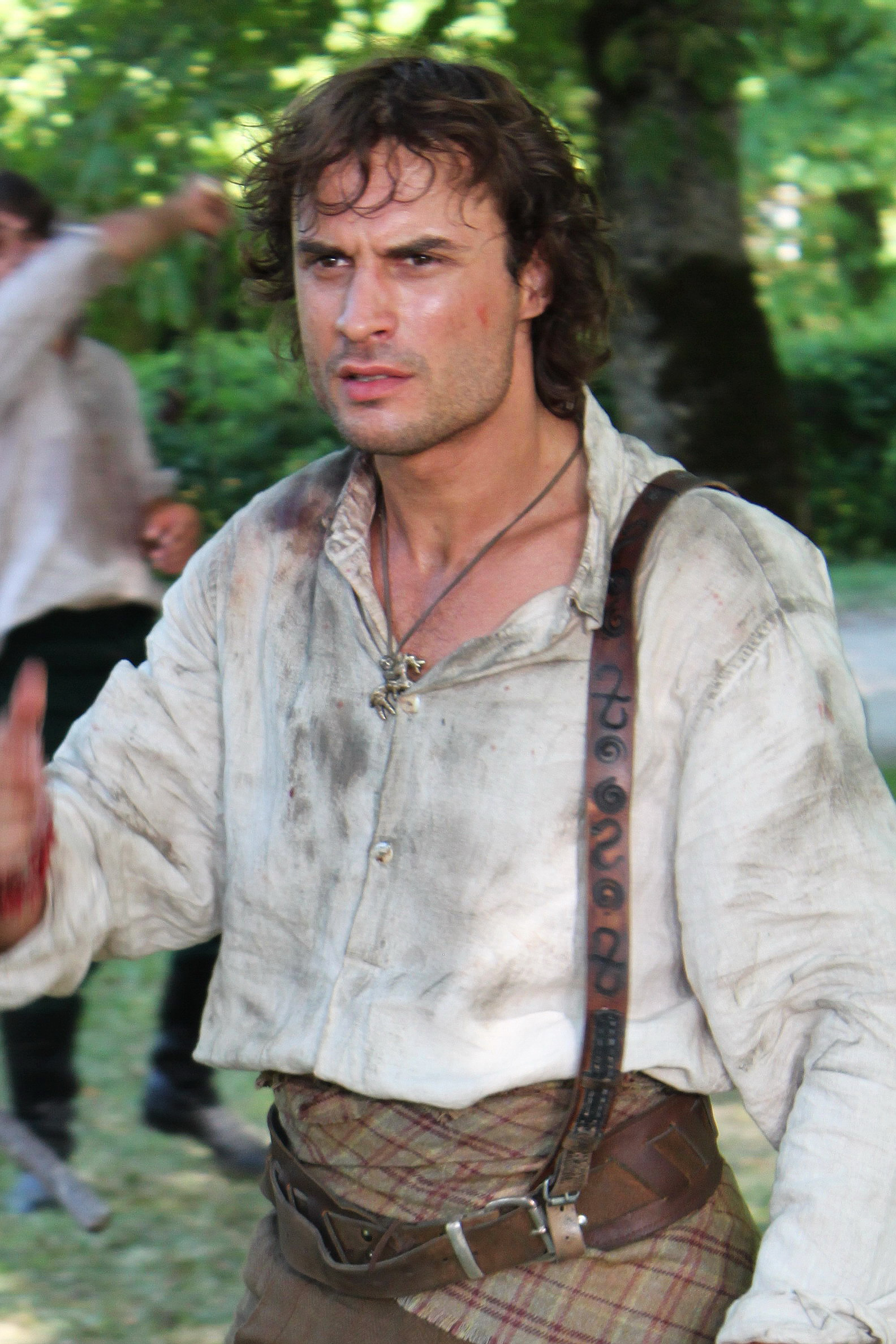
Mantas Jankavičius

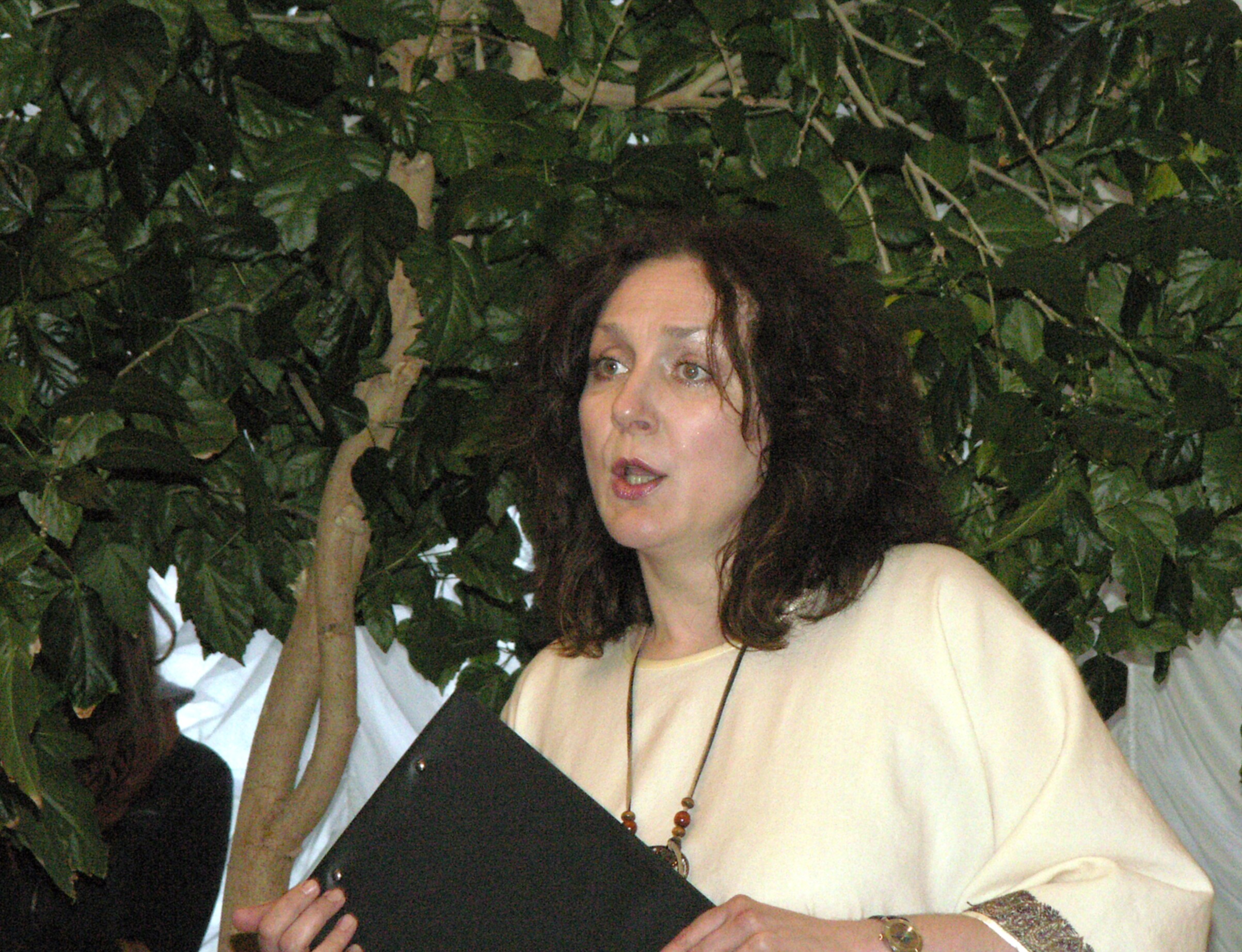
Nomeda Bėčiūtė

Aceasta este o listă de actori lituanieni.
Cuprins: Început - 0–9 A B C D E F G H I J K L M N O P Q R S T U V W X Y Z

## A
- Regimantas Adomaitis (n.  1937)

## B
- Unė Babickaitė (1897–1961)
- Donatas Banionis (1924–2014)
- Artūras Barysas (1954–2005)
- Vytautas Pranas Bičiūnas (1893–1943)
- Cornell Borchers (1925–2014)
- Lina Braknytė (n.  1952)
- Juozas Budraitis (n.  1940)

## D
- Ingeborga Dapkūnaitė (n.  1963)
- Agnia Ditkovskyte (n.  1988)

## H
- Laurence Harvey (1928–1973)

## J
- Inga Jankauskaitė (n.  1981)
- Jurgita Jurkutė (n.  1985)

## K
- Rolandas Kazlas (n.  1969)
- Vytautas Kernagis (1951–2008)

## M
- Andrius Mamontovas (n.  1967)
- Algimantas Masiulis (1931–2008)

- Aurelija Mikušauskaitė (1937–1974)
- Juozas Miltinis (1907–1994)
- Saulius Mykolaitis (1966–2006)

## O
- Kristina Orbakaite (n.  1971)
- Nijolė Oželytė-Vaitiekūnienė (n.  1954)

## R
- Živilė Raudonienė (n.  1982)

## S
- Vytautas Šapranauskas (1958–2013)
- Jacques Sernas (1925–2015)
- Antanas Škėma (1910–1961)

## V
- Rimantė Valiukaitė (n. sec 20)
- Adolfas Večerskis (n.  1949)

## Vezi și
- Listă de regizori lituanieni

Format:Cinematografia lituaniană